# Vasco Gil Sodré
Vasco Gil Sodré (Montemor-o-Novo, ca. 1450 — Santa Cruz da Graciosa, ca. 1500) foi um navegador português e um dos primeiros povoadores da ilha Graciosa. Embora tenha tentado obter o cargo de capitão do donatário na ilha, não o conseguiu. Está na origem de boa parte das famílias graciosenses.

## Biografia

### As origens e família
Natural de Montemor-o-Novo, filho de Gil Sodré, neto de John de Sudley, de ascendência nobre inglesa, aportuguesado para João de Sodré, em que Sodré é  corruptela do locativo inglês Sudeley ou Sudley. Este John Sudley seria por sua vez descendente do nobre inglês William le Boteler, bem como de Ralph de Hereford (e por conseqüência de Eduardo, o Confessor) por linhagem materna, o que explica a comunalidade de armas usadas na Inglaterra e em Portugal pelas famílias Boteler (Butler) e Sodré.
Vasco Gil Sodré terá sido casado duas vezes: a primeira com Iria Vaz do Couto, irmã de Duarte Barreto do Couto, que foi o primeiro capitão do donatário na Graciosa; e a segunda com Beatriz Gonçalves da Silva, que foi quem o acompanhou na sua ida para aquela ilha. Não se conhece o fim da primeira mulher, nem se houve geração.
Esta Beatriz Gonçalves da Silva é apontada por Gaspar Frutuoso como sendo Beatriz Gonçalves de Bectaforte, natural do castelo de Bectaforte de Inglaterra, o que é seguramente confusão com uma das antepassadas de Vasco Gil Sodré. Deste casamento tiveram Diogo Vaz Sodré, Fernão Vaz Sodré, Mécia Vaz, Leonor Vaz e Inês Vaz, e outros, num total de 10 filhos, tronco da maioria das primeiras famílias que povoaram a ilha Graciosa.
Duarte Barreto do Couto, irmão da primeira mulher de Vasco Gil Sodré, era casado com Antónia Sodré, o que fazia dos dois homens duplamente cunhados. Embora sejam escassas as evidências documentais, Duarte Barreto do Couto, mais conhecido por Duarte Barreto, fidalgo do Algarve, foi capitão do donatário na parte sul da ilha, no território que depois corresponderia ao hoje extinto concelho da Praia da Graciosa.

### A mudança para a Graciosa
A vinda de Vasco Gil Sodré para a Graciosa ocorreu na sequência do desaparecimento de Duarte Barreto do Couto, que foi morto durante uma incursão castelhana à ilha Graciosa (provavelmente em 1475 e já no contexto da guerra da Beltraneja). Vendo-se viúva e só na ilha, Antónia Sodré escreveu ao irmão Vasco Gil ... que se viesse pera ela, pera a acompanhar, o que ele fez, e foi um dos primeiros que ali vieram....
Respondendo a este convite, Vasco Gil Sodré veio para a Graciosa, depois de uma estadia numa das praças portuguesas do Norte de África, tendo chegado à ilha no tempo em que Portugal ainda estava em guerra com Castela por causa das pretensões ao trono castelhano de  Joana a Beltraneja, isto é depois de 1475 e antes 1479.
Veio acompanhado pela mulher, Beatriz Gonçalves da Silva, e um grupo de criados, chegando à Graciosa depois de terem permanecido algum tempo na ilha Terceira. Ergueu a sua casa no Carapacho, local onde aportou, tendo tomado terras no sudoeste da ilha, na região onde hoje se ergue a vila da Praia.
Apesar das diligências de Vasco Gil Sodré para que lhe fosse feita a doação da ilha e de ter construído uma alfândega, a capitania da parte norte da ilha, correspondente ao primitivo concelho de Santa Cruz da Graciosa, veio a ser entregue, depois de 1474, a Pedro Correia da Cunha, concunhado de Cristóvão Colombo, que chegara à ilha, vindo do Porto Santo cuja capitania perdera por sentença da Relação, pouco depois da chegada de Vasco Gil Sodré.
Apesar dos esforços da família Sodré, em 1485 Pedro Correia da Cunha foi confirmado capitão do donatário em toda a ilha, em virtude de ser uma terra pequena para duas divisões, o que em definitivo impediu Vasco Gil Sodré e os seus descendentes de obterem a capitania que reivindicavam. Com esta confirmação ficou definitivamente unificada a capitania da Graciosa, assim permanecendo até à sua extinção. Da divisão resultaram contudo os dois concelhos da ilha (Praia da Graciosa e Santa Cruz da Graciosa), apenas unificados em 1867.
Há uma interessante história sobre Vasco Gil Sodré e as suas aventuras no capítulo 42 do Livro 6.º das Saudades da Terra, de Gaspar Frutuoso, que fala dos primeiros povoadores da Graciosa. Vasco Gil Sodré é lembrado na toponímia de Santa Cruz da Graciosa.